# Список підрозділів окружного секретаріату Північно-Центральної провінції
Підрозділи окружного секретаріату Північно-Центральної провінції Шрі-Ланки

## Округ Анурадхапура
- Галнева (підрозділ окружного секретаріату)
- Галенбіндунувева (підрозділ окружного секретаріату)
- Хоровпотана (підрозділ окружного секретаріату)
- Іпалогама (підрозділ окружного секретаріату)
- Кахатагасдігілія (підрозділ окружного секретаріату)
- Кебітіголлева (підрозділ окружного секретаріату)
- Кекірава (підрозділ окружного секретаріату)
- Махавілаччія (підрозділ окружного секретаріату)
- Медаваччія (підрозділ окружного секретаріату)
- Міхінтале (підрозділ окружного секретаріату)
- Наччадоова (підрозділ окружного секретаріату)
- Ноччіягама (підрозділ окружного секретаріату)
- Центральний Нуварагам-Палата (підрозділ окружного секретаріату)
- Східний Нуварагам-Палата (підрозділ окружного секретаріату)
- Падавія (підрозділ окружного секретаріату)
- Палагала (підрозділ окружного секретаріату)
- Палугасвева (підрозділ окружного секретаріату)
- Раджанганая (підрозділ окружного секретаріату)
- Рамбева (підрозділ окружного секретаріату)
- Талава (підрозділ окружного секретаріату)
- Тамбуттегама (підрозділ окружного секретаріату)
- Тіраппане (підрозділ окружного секретаріату)

## Округ Полоннарува
- Дімбулагала (підрозділ окружного секретаріату)
- Елахера (підрозділ окружного секретаріату)
- Хінгуракгода (підрозділ окружного секретаріату)
- Ланкапура (підрозділ окружного секретаріату)
- Медірігірія (підрозділ окружного секретаріату)
- Таманкадува (підрозділ окружного секретаріату)
- Веліканда (підрозділ окружного секретаріату)